# Kławdij Bogolubow
Kławdij Michajłowicz Bogolubow (ros. Кла́вдий Миха́йлович Боголю́бов, ur. 29 października?/11 listopada 1909 w Lutcziku, zm. 1996 w Moskwie) – radziecki działacz partyjny, Bohater Pracy Socjalistycznej (1984).

## Życiorys
Po ukończeniu szkoły średniej pracował jako nauczyciel, od 1939 był dyrektorem szkoły średniej, w 1939 zaocznie ukończył Leningradzki Instytut Pedagogiczny im. Hercena. Od 1938 członek WKP(b), od 1941 funkcjonariusz partyjny, w 1944 ukończył Wyższą Szkołę Partyjną przy KC WKP(b), od 1944 pracownik aparatu KC WKP(b). Był m.in. kierownikiem sektora wydawnictw i pism Wydziału Propagandy i Agitacji KC KPZR. W latach 1963–1965 zastępca przewodniczącego Państwowego Komitetu ds. Prasy przy Radzie Ministrów ZSRR, w latach 1965–1968 zastępca, a później (1968–1982) I zastępca kierownika Wydziału Ogólnego KC KPZR, od grudnia 1982 do maja 1985 kierownik tego wydziału, od 1985 na emeryturze. W latach 1971–1981 członek Centralnej Komisji Rewizyjnej KPZR; w latach 1981–1986 był członkiem KC KPZR. Deputowany do Rady Najwyższej ZSRR X i XI kadencji (1979–1989).

## Odznaczenia i nagrody
- Złoty Medal „Sierp i Młot” Bohatera Pracy Socjalistycznej (10 listopada 1984)
- Order Lenina (dwukrotnie – 6 listopada 1979 i 10 listopada 1984)
- Order Czerwonego Sztandaru Pracy (4 maja 1962)
- Order Wojny Ojczyźnianej II klasy (11 marca 1985)
- Nagroda Państwowa ZSRR (1980)

Bogolubow otrzymał również medale.